# Slowenische Badminton-Mannschaftsmeisterschaft 2016
Die Slowenische Badminton-Mannschaftsmeisterschaft der Saison 2015/2016 gewann das Team von Mr. Pet Medvode.

## Endstand
- 1. Mr. Pet Medvode (Martin Cerkovnik, Matic Turinek, Miha Ivančič, Nika Polanič, Petra Polanc, Rok Jerčinovič, Taja Cerkovnik)
- 2. BK TEM Mirna (Ema Cizelj, Mitja Šemrov, Mitja Šemrov, Nastja Stovanje, Sebastijan Miklič, Urban Herman)
- 3. BK BIT (Andraž Krapež, Nina Kotar, Cecilija Barut, Anže Novak, Alja Novak, Tilen Zalar)
- 4. BK Kungota (Aljoša Beber, Denis Člekovič, Eliza Kegl, Eva Gruber, Marko Klimež, Nejc Juršič, Urška Polc)
- 5. BK TEM Mirna mladi (Gašper Krivec, Jerca Bajuk, Luka Pungerčar, Urban Kolenc, Urban Kolenc, Urša Arih, Zala Šturm, Žan Laznik)
- 6. BK Olympija Ljubljana (Ana Kovač, Gregor Alič, Maja Pohar, Maruša Vračar, Nejc Zaviršek, Špela Alič, Žiga Vračar)
- 7. BK Branik (Anja Koman, Daniel Klančar, Domen Lonzarič, Klemen Lesničar, Neža Frank)
- 8. ŠRD Konex (Blaž Jerčinovič, Eva Miklič, Jona Gričar, Katja Lorber, Milko Pečanič)